# Catherine Ward
Catherine Ward, född den 27 februari 1987 i Montréal, Kanada, är en kanadensisk ishockeyspelare.
Hon tog OS-guld i damernas ishockeyturnering i samband med de olympiska ishockeytävlingarna 2010 i Vancouver.